# Jo (film)
Jo je francouzský komediální film z roku 1971 v hlavní roli s Louis de Funèsem inspirovaný divadelní hrou Aleca Coppela z roku 1958, film Jo je druhým filmovým ztvárněním této hry. Film zrežíroval Jean Girault.

## Děj
Antoine Brisebard (Louis de Funès) je slavný autor komediálních her. Právě je zatížen finančními potížemi a řeší, že bude muset svou vilu prodat anglickému manželskému páru. Co nikdo neví, je fakt, že je vydírán jistým panem Jo. Pod záminkou přípravy nové divadelní hry zkouší, jak by mohl tohoto pána zastřelit a zbavit se jeho mrtvoly. Večer přijde k němu domů nějaký člověk, ve tmě Brisebard nepozná, o koho se jedná a myslí si, že to je vážně onen Jo, vystřelit však nedokáže, a tak upustí revolver na zem, ten však vystřelí svévolně a postavu ve stínu zasáhne.
Brisebard se potřebuje mrtvoly zbavit, zabalí ji do závěsů z koupelny a pak ji ukryje v díře, která je připravena na výstavbu základů nového altánu. Toho altánu, u kterého se jeho stavitel, Tonelotti, dušuje, že vydrží stovky let. Další den se od inspektora Ducrose dozví, že mrtvola Joa byla již nalezena a Brisebard začne propadat panice, když si uvědomí, že musel zastřelit někoho jiného. Ve stresu a strachu začne obvolávat všechny své známé, potenciální oběti, a začne se přesvědčovat, jestli jsou naživu, ukáže se, že nikdo ze známých nemůže být jeho obětí. Nakonec zjišťuje, že zastřelil jednoho z vyděračů, Ririho, který je Joovo vrahem.
Během noci se přižene silná bouře, která postavený altán zničí a Brisebard je tím donucen najít novou skrýš pro mrtvolu. To se mu nedaří a je na to sám, později se o vraždě dozvídá i Brisebardova manželka Sylvie, která mu s hledáním skrýše začne pomáhat. Oba jsou však od nalezení skrýše a zbavení se mrtvoly rušeni inspektorem Ducrosem, který dům prohledává, anglickým párem, který si chce dům koupit, chaos však způsobují i opraváři a nakonec i obchodní zástupce s hasicími přístroji. Mrtvola začne putovat domem, nejdřív je skryta v soše, později v kyvadlových hodinách, nakonec končí v kufru. Když už se manželům podaří kufru s mrtvolou zbavit, dozvídají se od inspektora, že došlo k autonehodě dvou gangsterů, kteří podle policie měli Ririho zabít. Oba manželé si oddechnou a mrtvoly se nakonec Brisebard zbavuje tím, že kufr naloží do svého auta a to shodí ze stráně, dole však obědvá Ducros, který si toho všimne...

## Obsazení
| Louis de Funès     | Antoine Brisebard, dramatik        |
| Claude Gensac      | Sylvie Brisebardová, jeho manželka |
| Michel Galabru     | Tonelotti, stavitel altánu         |
| Bernard Blier      | policejní inspector Ducros         |
| Guy Tréjan         | Colas                              |
| Ferdy Mayne        | Angličan Grunder                   |
| Yvonne Clech       | Angličanka Grunderová              |
| Florence Blot      | paní Cramuselová                   |
| Micheline Luccioni | Françoise                          |
| Christiane Muller  | Mathilde                           |
| Jacques Marin      | Andrieux                           |
| Carlo Nell         | Plumerel                           |
| Jean Droze         | Riri                               |
| Paul Préboist      | strážník                           |

## Reálie o filmu
Film byl natočen podle předlohy kriminální a komediální divadelní hry Altán od Aleca Coppela z roku 1958.
Ve Francii bylo prodáno 2 466 966 vstupenek do kin na tento film. Film se stal 13. nejúspěšnějším filmem roku 1971 ve Francii.
Film měl v Československu premiéru 27. října 1974 publikací na Československé televizi, která pro tento film vyrobila dabing s Františkem Filipovským. Původní jazyková verze se však dlouho poté považovala za ztracenou a proto se film v českém jazyce již dlouhou dobu nevysílal, později byl vyroben alespoň náhradní dabing s Jiřím Císlerem, ten si však oblibu nenašel. V roce 2018 Česká televize odvysílala remasterovanou verzi původního dabingu, který byl nalezen v archivu.